# Evoxymetopon macrophthalmus
Evoxymetopon macrophthalmus is een straalvinnige vissensoort uit de familie van haarstaarten (Trichiuridae). De wetenschappelijke naam van de soort is voor het eerst geldig gepubliceerd in 2006 door Chakraborty, Yoshino & Iwatsuki.